# كليفلاند أ. نيوتن
كليفلاند أ. نيوتن هو محامي وسياسي أمريكي، ولد في 3 سبتمبر 1873 في مقاطعة رايت في الولايات المتحدة، وتوفي في 17 سبتمبر 1945. نشط حزبياً في الحزب الجمهوري. وقد انتخب عضو مجلس نواب ولاية ميزوري ‏ وانتخب عضو مجلس النواب الأمريكي ‏.